# Чэн И
Чэн И (кит. упр. 程颐, пиньинь Chéng Yí) (1033, Лоян — 1107). Философ, педагог, один из основоположников неоконфуцианской школы ли сюэ («учение о принципе»).

## Биография
Родился, когда его отец занимал должность в уезде Хуанбо (сейчас эти места находятся на территории уезда Ичуань городского округа Лоян провинции Хэнань). В молодости со своим старшим братом Чэн Хао учился у Чжоу Дуньи.Служил чтецом в придворной административной школе, преподавал. Выступил против реформ Ван Аньши, в 1097 был сослан, в 1100 реабилитирован, но его произведения большей частью находились под запретом до 1155 года.
Основные сочинения — «И чжуань» («Комментарии к Канону перемен»), «Янь-цзы со хао хэ сюэ лунь» («Учение Янь-цзы о благе и научении ему») и др. Позднее произведения Чэн И и Чэн Хао были сведены в сборники «И шу» («Унаследованные книги»), «Эр Чэн цюань шу» («Полное собрание книг братьев Чэн»).
Взгляды Чэн И были развиты Чжу Си, что дало основании для традиционного выделения в истории китайской философии идейного течения «Чэн-Чжу сюэ пай». Это название имеет двоякое толкование: «Чэн (братьев) — Чжу (Си) школа» или «школа Чэн (И) — Чжу (Си)».

## Основные ученики
Согласно конфуцианской традиции, основные ученики братьев Чэн — это Люй Далинь, Ю Цзо, Ян Ши и Се Лянцзо.

## Влияние
Начиная с 1313 (дин.Юань) и до 1905 комментарии Чэн-Чжу были утверждены в качестве стандарта в имперской экзаменационной системе.
Братьям Чэн принадлежит ряд трудов, объединённых под названием "Собрание сочинений Чэнов" 二程全书 (сохранившиеся из них носят название 二程遗书).
В китайский язык вошёл чэнъюй «стоять в снегу у дверей Чэн И» (кит. 程门立雪), который означает «почитать учителя», «почтительно получать наставления» и произошёл от реальной истории ожидания Ян Ши у дверей Чэн И, упоминаемого в главе «Жизнеописание Ян Ши» (кит. 杨时传) из династийной истории «Сун ши» (кит. 宋史).